# Rue Marie-de-France
La rue Marie-de-France est une voie du 1er arrondissement de Paris, en France.

## Situation et accès
La rue Marie-de-France est une voie du 1er arrondissement de Paris, comprise entre la rue Berger et la rue de Viarmes, à proximité de la Bourse de Commerce de Paris.

## Origine du nom
Originellement portion de la rue Sauval, elle porte depuis une délibération du Conseil de Paris, adoptée en avril 2025, le nom de Marie de France (1160-1210), poétesse de la « Renaissance du XIIe siècle », et première femme de lettres en Occident à écrire en langue vulgaire.

## Historique
Cette rue a été créée par la fusion de la rue des Vieilles-Étuves-Saint-Honoré, en 1865 (dénommée « partie A »), et de la rue de Varennes-Halles-au-Blé en 1904 (dénommée « partie B »). Elle a été raccourcie lors de la construction des pavillons de Baltard.

## Pour approfondir